# Gran plaga de Londres
La gran plaga de Londres va ser un brot de pesta que va esclatar a Londres entre els anys 1665 i 1666 i que va causar més de 100.000 morts (gairebé una quarta part de la població de la ciutat).

## Causes
La malaltia forma part dels episodis recurrents de pesta que assolaven les Illes Britàniques des de finals de l'edat mitjana (època de la pesta negra), causats pel bacteri yersinia pestis. Les cròniques d'aquell temps van associar l'arribada d'aquell brot especialment virulent amb un cometa que va solcar els cels, a mode d'auguri. Els factors que van afavorir la propagació de la pesta, però, s'associen amb les pobres condicions higièniques, atès que fins i tot hi havia patrulles ciutadanes encarregades de transportar monticles d'escombraries i excrements acumulats als carrers fora de les muralles. L'augment de la població i de la densitat als barris més pobres van contribuir també a l'esclat de la plaga.

## Brot
Es creu que el brot va provenir de les rates que ocupaven els vaixells dels ports del Tàmesi, ja que els primers afectats van ser registrats en aquella zona. En confirmar-se el brot, les autoritats van ordenar l'aïllament de les cases on havia mort algun malalt, però la mesura no va ser efectiva, perquè els veïns alliberaven les cases segellades i es negaven a obeir les ordres de confinament. Quan la malaltia va agreujar-se, es van dictar ordres de neteja dels carrers però ja era tard i l'epidèmia va anar expandint-se per tota la ciutat.
La família reial i la cort van fugir per refugiar-se al camp al juliol i llavors nombroses famílies els van imitar. El bacteri va viatjar amb aquells emigrats i va arribar a nombroses poblacions de la zona. L'alcalde va exigir un certificat de bona salut per creuar les portes d'entrada i sortida de la ciutat en resposta a les pressions dels llogarets veïns, un certificat que els pobres no podien comprar, per la qual cosa van morir en més gran nombre dins dels murs de Londres. Alguns dels que aconseguien sortir eren rebutjats pels pobles dels voltants i s'havien d'amagar als camps, on no tenien accés regular a menjar. La fam d'aquests exiliats i la causada per la manca de mà d'obra per als conreus de la regió van incrementar la quantitat de baixes mortals. Els cossos s'amuntegaven a les entrades de les cases londinenques perquè faltaven homes per enterrar-los i aquests cadàvers van empitjorar la situació sanitària de la vila. Com que es pensava que els gossos i gats eren portadors de l'epidèmia, les autoritats van ordenar sacrificis massius, fet que va agreujar l'epidèmia, ja que els gats controlaven la població de rates, veritables portadores de la malaltia.
Fins a la tardor no es va estabilitzar la situació i es va donar el brot per acabat. El retorn de la cort va marcar simbòlicament la fi de l'epidèmia. Les 100.000 víctimes comptabilitzades probablement signifiquin només una porció de les reals, per la manca de registres fiables i per la mort d'alguns funcionaris i metges encarregats de certificar les morts.

## Conseqüències
La davallada de la població va empobrir notablement la regió. Les restes acumulades als carrers són una de les causes adduïdes per a l'expansió del foc al gran incendi de Londres de 1666 que va perjudicar encara més la ciutat, amb la ruïna dels negocis que havien sobreviscut a l'epidèmia i la desaparició de les cases i les propietats de diverses famílies. Posteriorment es van reconstruir zones senceres amb mesures per prevenir futures malalties, com la instal·lació de clavegueres i carrers més amplis.
L'obra Diari de l'any de la pesta de Daniel Defoe s'inspira en els successos d'aquesta plaga.